# Wapen van de Habsburgse Nederlanden

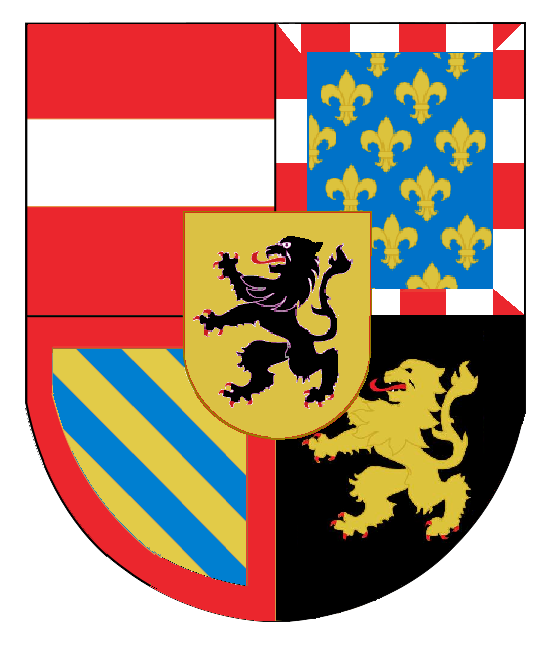
Het wapen van Filips de Schone van 1494-1506

Het wapen met de erflanden van keizer Karel V van 1516-1558

Het Wapen van de Habsburgse Nederlanden komt overeen met het wapen van de regerende vorst uit het huis Habsburg. 
De Habsburgse Nederlanden waren een personele unie van zelfstandige landsheerlijkheden die alleen hun landsheer gemeenschappelijk hadden. Daardoor werd de eenheid van deze gebieden vrijwel uitsluitend door de persoon van de vorst belichaamd. Mede omdat de bestuurlijke macht tot in de 17e eeuw nog een sterk persoonlijk karakter droeg, was het wapen van de vorst tegelijk het wapen van de landen waarover hij regeerde. 
Het persoonlijke wapen van de vorst onderscheidde zich van dat van de Nederlandse gebieden doordat het voorzien was van helm met helmteken of rangkroon, schildhouders, de keten van de Orde van het Gulden Vlies en eventuele emblemen.
De eerste regerende vorst uit het huis Habsburg was Filips de Schone. Hij voerde vanaf zijn meerderjarigverklaring in 1494 een wapen dat was samengesteld uit de wapens van Oostenrijk, Oud-Bourgondië, Nieuw-Bourgondië en Brabant, met het wapen van Vlaanderen als hartschild. Dit wapen is te beschouwen als het eerste "staatswapen" van de (Habsburgse) Nederlanden en zou, met kleine variaties, tot 1795 onderdeel blijven van de steeds uitgebreidere wapens van latere Habsburgse heersers. 
Na de dood van Filips de Schone in 1506 volgende een regentschap, totdat in 1515 zijn zoon, de latere keizer Karel V landsheer van de Nederlanden werd. Hij voerde een wapen waarin naast de Nederlanden ook de wapens van zijn Spaanse erflanden waren opgenomen. Vrijwel hetzelfde wapen werd gevoerd door Karels zoon en opvolger Filips II, die vanaf 1555 de gemeenschappelijke landsheer van de Nederlanden was.